# Ordre de la Rose blanche
Pour les articles homonymes, voir Rose blanche.
L'ordre de la Rose blanche de Finlande est l’un des trois ordres honorifiques finlandais. Cette distinction récompense les mérites militaires et civils.

## Historique
L'ordre est établi par Carl Gustaf Emil Mannerheim, alors qu’il est régent, le 28 janvier 1919. Le nom de « rose blanche » provient des neuf roses d’argent apparaissant sur les armoiries de la Finlande. La décoration originale est dessinée par Akseli Gallen-Kallela ; le collier est alors composé de neuf svastikas et de neuf roses blanches.
En 1963, le collier est modifié par Gustaf von Numers sur demande du président Urho Kekkonen, qui remplace les motifs de svastikas par des croix fourchées (en). 
Ce changement ferait suite à l'embarras du président français Charles de Gaulle lorsqu'il reçut cette décoration du président Kekkonen, en visite en France en 1962. En effet, pour les Français la svastika est quasi-exclusivement associée à l'Allemagne nazie  .

## Grades
Il y a 10 grades : 
- Grand-croix de commandeur avec collier
- Grand-croix de commandeur
- Commandeur de 1re classe
- Commandeur
- Chevalier de 1re classe
- Chevalier
- Croix du Mérite
- Médaille de 1re classe
- Médaille de 2e classe
- Médaille de 3e classe

## Insigne
L'insigne est une étoile à cinq branches portant en son centre une rose blanche émaillée, et la devise « Isänmaan hyväksi » (en français : « Pour le bien de la patrie ») en lettres dorées dans un cercle noir émaillé. 
Le président du pays, en tant que grand maître de l’ordre, porte la croix de l’ordre en collier ; les commandeurs et grand-croix portent une plaque de poitrine en plus de l'insigne.

## Récipiendaires
Le grade de grand-croix avec collier est généralement décerné aux chefs d’États étrangers ; les Premiers ministres de Finlande reçoivent le grade de grand-croix.